# Rise and Fall: Civilizations at War
Rise and Fall: Civilizations at War — компьютерная игра в жанре RTS, разработанная чикагской студией Midway Games и выпущенная в июне 2006 года. Игра повествует о войнах которые могли произойти в древности между Грецией, Египтом, Персией и Римом. В России игра выпущена компанией «Новый Диск» под локализованным названием Rise & Fall: Война Цивилизаций. По игровому процессу игра похожа на Age of Empires, Empire Earth и Казаки: Европейские войны.

## Разработка
Сначала игру создавала студия Stainless Steel Studios. Спустя год разработки Midway распустила команду разработчиков и передала проект в руки Midway San Diego, которым оставалось лишь доработать игру.

## Игровой процесс
Как и в других RTS, задача игрока — строительство зданий, сбор ресурсов, создание и апгрейд армии.
В игре 3 вида ресурсов: золото, дерево и очки славы. Очки славы — это важный ресурс, благодаря которому игрок может совершать апгрейды всех юнитов, нанимать советников . Очки славы зарабатываются в бою — чем больше вражеских юнитов ты убиваешь, тем больше славы. Ещё один способ добычи славы — строительство памятников (есть у каждой расы и строятся в неограниченном количестве). Остальные ресурсы — золото и древесина, которые добываются рабочими. Золото добывается на рудниках, а для добычи древесины нужно срубить любое дерево и начать сбор.
База и набор войск: перед тем как вступить в бой с врагами необходимо иметь базу и сильную армию. В начале игры вы имеете только главную постройку (Городской центр), где можно обучать героев и рабочих. Обучив достаточное количество рабочих, вы сможете начать сбор ресурсов и строительство различных построек. Все нации имеют одинаковые классы юнитов — мечники, копейщики, лучники, метатели копий, всадники, колесницы, боевые слоны, катапульты, осадные башни и корабли. Большинство солдат обучается отрядом (по несколько человек). Первоначальное количество бойцов в только что обучившемся отряде — 3. Это число можно увеличить, захватывая форпосты.
Герои: в игре представлены реально существовавшими известными историческими личностями. Герой усиливает других юнитов, обладает большей силой и периодически восстанавливает здоровье. В случае гибели он воскрешается через некоторый промежуток времени. Чтобы перейти в режим прямого управления героем, нужно накопить амброзий (в древнегреческой мифологии — напиток богов)(они разбросаны по всей карте (в режиме кампании и специальной карте) и представляют собой светящиеся сине-голубые кувшины). Только герой может подбирать амброзий. Перейдя в режим прямого управления, вы сможете свободно перемещаться по карте (к тому же, герой умеет плавать) и эффективно сражаться с врагами. Герой имеет при себе два вида оружия: меч и лук со стрелами (однако у Клеопатры, Александра Македонского и Саргона арсенал расширен).
- Греция: Александр Македонский, Ахиллес, Тиберий
- Египет: Клеопатра, Рамсес, Тор
- Персия: Навуходоносор и Саргон
- Рим: Юлий Цезарь, Германик, Гладиатор-минотавр, Октавиан

## Одиночная игра
Одиночная игра представлена обучением, двумя кампаниями и режимом «Одиночная карта». В кампаниях игроку предстоит взять на себя роль одного из героев и выполнять различные задания. В первой кампании вы играете за Александра Македонского, во второй — за Клеопатру. В кампании есть миссии (или моменты) где доступен только режим прямого управления героем. Кампании имеют свой сюжет, который мало как связан с реальными историческими событиями. В кампании Александра Македонского повествуется о его борьбе с персами и Тиберием, который их предал. В конце кампании игрок захватывает город Тир. В кампании Клеопатры рассказывается о вторжении в Египет римских войск и их последующей борьбе друг с другом.

## Мнение и оценки
| Сводный рейтинг | Сводный рейтинг |
| Агрегатор       | Оценка          |
| --------------- | --------------- |
| GameRankings    | 64,21 %         |

Игра получила довольно низкие оценки от многих игровых журналов и сайтов. Главными недостатками игры посчитали скучный игровой процесс, нереалистичность и низкую проработку режима прямого управления. Игре были поставлены следующие оценки:
- Игромания — 6,5/10
- Страна Игр — 6,5/10
- ЛКИ — 75 %
- PlayGround.ru — 9,5/10
- Absolute Games — 64 %
- IGN — 6/10
- Eurogamer — 5/10
- Gamespot — 6,6/10

Rise And Fall: Civilizations At War получила премию BAFTA в области игр 2006 года в номинации «Strategy».